# Braga Open 2023
Il Braga Open 2023 è stato un torneo maschile di tennis professionistico giocato sulla terra rossa. È stata la 5ª edizione del torneo, facente parte della categoria Challenger 75 nell'ambito dell'ATP Challenger Tour 2023. Si è giocato al Clube Ténis Braga di Braga, in Portogallo, dal 25 settembre al 1º ottobre 2023.

## Partecipanti

### Teste di serie
| Nazionalità | Giocatore         | Ranking* | Testa di serie |
| ----------- | ----------------- | -------- | -------------- |
| Ungheria    | Zsombor Piros     | 110      | 1              |
| Kazakistan  | Timofej Skatov    | 123      | 2              |
| Regno Unito | Jan Choinski      | 134      | 3              |
| Spagna      | Pablo Llamas Ruiz | 135      | 4              |
|             | Ivan Gakhov       | 163      | 5              |
| Francia     | Titouan Droguet   | 165      | 6              |
| Rep. Ceca   | Zdeněk Kolář      | 171      | 7              |
| Italia      | Matteo Gigante    | 173      | 8              |

* Ranking al 18 settembre 2023.

### Altri partecipanti
I seguenti giocatori hanno ricevuto una wild card per il tabellone principale:
- Gastão Elias
- Jaime Faria
- Henrique Rocha

Il seguente giocatore è entrato in tabellone come alternate:
- João Sousa

I seguenti giocatori sono passati dalle qualificazioni:
- Carlos Sánchez Jover
- Javier Barranco Cosano
- Timo Stodder
- João Domingues
- Oriol Roca Batalla
- Moez Echargui

## Punti e montepremi
| Torneo    | Torneo              | V     | F     | SF    | QF    | 2T    | 1T  | Q | Q2  | Q1  |
| Singolare | Punti               | 75    | 50    | 30    | 16    | 7     | 0   | 4 | 2   | 0   |
| Singolare | Premi in denaro (€) | 9,880 | 5,820 | 3,450 | 2,000 | 1,165 | 720 | – | 360 | 185 |
| Doppio    | Punti               | 75    | 50    | 30    | 16    | –     | 0   | – | –   | –   |
| Doppio    | Premi in denaro (€) | 4,250 | 2,450 | 1,480 | 880   | –     | 500 | – | –   | –   |

## Campioni

### Singolare
Oriol Roca Batalla ha sconfitto in finale  Duje Ajduković con il punteggio di 4–6, 6–1, 6–1.

### Doppio
Marco Bortolotti /  Alexandru Jecan hanno sconfitto in finale  Stefano Travaglia /  Alexander Weis con il punteggio di 7–5, 7–5.